# Prodrive F1 Team
Prodrive F1 Team fue una empresa perteneciente a Prodrive. El 28 de abril de 2006, le fue concedido a Prodrive F1 la entrada a la Fórmula 1 cuando la FIA anunció la lista de principiantes en el campeonato mundial de Fórmula 1 de 2008. De un total de 22 equipos que solicitaron su entrada fue el único en hacerlo ya que la FIA siempre mantenía que, para los motivos de seguridad como del espíritu práctico, sólo concederían a 12 equipos la entrada, significando que sólo un equipo nuevo se alinearía sobre la parrilla de 2008.
Prodrive finalmente no participará en esa temporada del campeonato, ya que planeaba competir con autos y motores proporcionados por McLaren y Mercedes, lo que se excluyó en noviembre de ingresar para el 2008 debido a una incertidumbre legal y comercial.
Sus planes para convertirse efectivamente en un equipo McLaren 'B' se vieron bloqueados por la escudería Williams, que considera el arribo de los llamados 'autos de producción' como una amenaza a su existencia, y Prodrive se vio obligado a dejar su entrada al mundial de la Fórmula 1 en espera hasta por lo menos el año 2009, ya que no disponían del tiempo suficiente para poder desarrollar un coche desde el inicio.
Las reglas de la F1 iban a ser cambiadas el año próximo, para permitirle a los equipos utilizar monoplazas construidos y diseñados por otros. Sin embargo, los equipos existentes tienen todavía que firmar un nuevo acuerdo de la Concordia.
Williams argumentó que la utilización de autos de producción es una cuestión comercial y fuera de la competencia de la FIA.
Prodrive dice que su planeado equipo no podrá ser viable financieramente hasta tanto no haya un arreglo comercial que determine su elegibilidad para los ingresos generados por el Campeonato de Constructores.